# تلمبه شهید رجایی (سیرجان)
تلمبه شهید رجایی یک منطقهٔ مسکونی در ایران است که در دهستان زیدآباد واقع شده‌است.